# Věštec

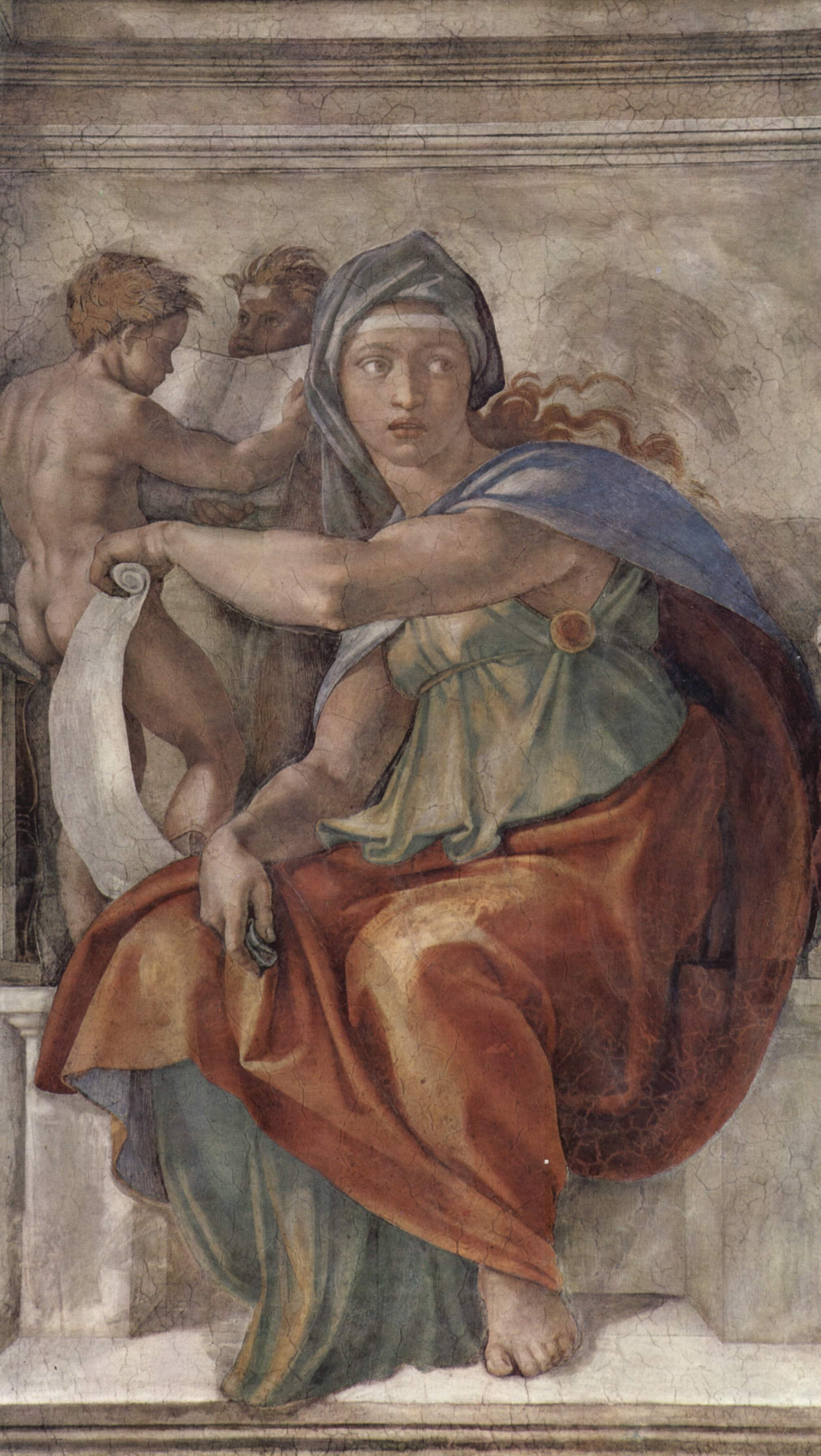
Věštkyně Sibyla na malbě v Sixtinské kapli

Věštec je osoba s údajnou schopností předpovídat budoucnost, vykládat sny, nebo vyjevovat lidem boží vůli. Předpovídání budoucnosti na základě magických praktik se označuje jako věštění, konkrétní vyslovená předpověď se nazývá věštba (latinsky oraculum). Věštění patří mezi pověry. Místo, které se zaměřuje na věštění, je věštírna.

## Mantiky
Praktiky, používané k předpovídání budoucnosti, se souhrnně nazývají mantiky (z řeckého μαντεία, mantieia, věštění). Ty se rozlišují podle nástroje, který se k předpovídání užívá. Mezi známé mantiky patří např. chiromantie (věštění z postavení a délky čar na dlani), nekromantie (vyvolávání duchů zemřelých za účelem předpovídání budoucnosti), kartomantie (věštění z tarokových karet), krystalomantie (věštění z křišťálové koule) nebo oneiromantie (věštění výkladem snů). Specifické postavení má astrologie (vyhotovení horoskopu na základě postavení planet), kterou lze rovněž považovat za formu věštění.
Kromě speciálních praktik se některým věštcům přisuzuje přirozená schopnost nahlížet do budoucnosti bez užití jakýchkoli pomůcek, zpravidla je však nekontrolovaná, vize jsou nahodilé.

## Historie věštění

### Starověk
Předpovídání ze zvířecích vnitřností bylo nejrozšířenějším způsobem věštění starověku v celé středomořské oblasti. Speciálním druhem pak bylo čtení ze zvířecích jater(zpravidla ovčích), které je doloženo nálezy modelů jater v Babylónii, či Etrurii.
Starozákonní Josef díky svému daru vykládat sny získal mnoho poct od egyptského faraona, kterému vyložil sen o sedmi tlustých a sedmi hubených kravách.
V řecké kultuře (tuto tradici pak převzali i Římané) bylo obvyklé se před významným rozhodnutím jít poradit do věštírny. Kněžky z chrámů se nazývaly Sibyly. Věštby byly zpravidla formulovány tak, že je bylo možné vykládat různým způsobem.
Věštění z letu ptáků bylo zvláště populární ve starověkém Římě, kde jej vykonávali auguři.

### Středověk
Věštění ve středověku bylo pokládáno za temné umění. Ti, kteří vykládali budoucnost, byli často pokládáni za provozovatele magie a byli upalováni jako čarodějové a čarodějnice.

### Novověk
V 19. století (se začátkem romantismu) se stalo módou nechat si věštit z křišťálové koule a málokdo se nesetkal se starou cikánkou, která četla budoucnost z dlaně a lákala i na zaručeně spolehlivější věštění z karet. Ve vyšší společnosti se věštilo z kávové sedliny (lógru).
S touhou nahlédnout do budoucnosti je spojena také celá řada lidových zvyků, například:
- Lití olova (molybdomantie) – podle tvaru kousku olova zchlazeného ve studené vodě se odhaduje osud (rakev = nemoc, srdce = láska atd.),
- Kdo vyseká díru v ledu o štědrovečerní půlnoci, může ve vodě spatřit svou budoucnost,
- Házení kytice na svatbě – kdo ji chytí, bude mít první svatbu,
- Vrhání střevíce – podle polohy střevíce, hozeného přes rameno se pozná, jestli se osoba vydá na cesty nebo zůstane doma.

Mnohé z těchto zvyků se praktikují i dnes, i když spíše pro zábavu. Nejčastěji se člověk může setkat s jednoduchými (a tedy zcela neodbornými) horoskopy. Z mantik je v současnosti asi nejpopulárnější vykládání karet.

## Podobné praktiky
Kromě věštění, tedy snahy poznat budoucnost, se lidé pomocí magických praktik pokoušeli zjistit také události, které se odehrály v minulosti nebo pohlédnout na vzdálená či skrytá místa. Například podle určitých výkladů lze z čar na dlaních poznat jak minulost, tak budoucnost člověka, která je ovšem taky relativní, protože postupem času jak se dotyčný mění tak s ním i čáry na ruce, takže lze ji předpovídat i desítky let dopředu, jen pokud se dotyčný nezmění.
Stejně tak některé způsoby vyložení tarokových karet odhalují minulost. Křišťálová koule se v magii primárně užívá spíše k vidění věcí vzdálených v prostoru než v čase.
K výkladu možné budoucnosti se také někdy používají snáře, tj. texty, které předpovídají možnou budoucnost podle výkladu lidských snů, tedy podle toho, co se lidem zdá ve spánku.

## Slavní věštci
- Teirésias
- Kalchás
- Josef, syn Abrahámův
- Pýthia
- Sibyla
- Tycho Brahe
- Nostradamus
- Mantó
- Mopsos
- Láokoón
- Kassandra

### Věštírny
- Věštírna v Delfách
- Dodóna
- Věštírna v Olympii

## Fiktivní věštci
- Divadlo Járy Cimrmana: Vizionář (hra jako součást představení Posel z Liptákova) – starý vesničan Hlavsa dokáže v troubě vidět výjevy z budoucnosti.
- Karel Jaromír Erben: báseň Štědrý den (sbírka Kytice) – zachycení lidového mýtu o tom, že v díře vysekané v ledu o štědrovečerní půlnoci lze spatřit budoucnost.
- Frank Herbert: Duna – některé postavy románového cyklu mají předzvěstné schopnosti, především Paul Atreides a jeho syn Leto II. Atreides.
- Gabriel García Márquez: Sto roků samoty – plukovník Aureliano Buendía několikrát za život zažil náhlé osvícení, při němž tušil, co se stane v nejbližších dnech
- Terry Pratchett: Sekáč – stará paní Bochánková dokáže předpovídat budoucnost, takže neustále odpovídá na otázky několik sekund předtím, než jsou položeny.
- Václav Vorlíček: Pane, vy jste vdova! – hlavní postavou filmu je geniální astrolog Hampl, jemuž hvězdy prozrazují budoucí události.
- John Ronald Reuel Tolkien: Pán prstenů – mnohé osoby mají schopnost do určité míry nahlédnout do budoucnosti. Kromě božských bytostí Valar a Maiar jsou tuto schopností nadáni i potomci Maiy Melian, tedy např. Elrond, Aragorn nebo bratři Faramir a Boromir (věštecký sen, který přiměje Boromira k cestě do Roklinky) i někteří Vznešení elfové (Glorfindel předpoví, že Pán nazgûlů nepadne rukou muže). Vystupuje zde i Malbeth Věštec. Vidoucí kameny palantíry fungují jako křišťálová koule.
- Sourozenci Wachowští: Matrix – jednou z postav filmu je Vědma.

## Fiktivní věštci ze seriálů
- Debbi Morgan – Seera, věštkyně ze seriálu Čarodějky
- Krista Allen – Oracle, věštkyně, pomocnice Zdroje ze seriálu Čarodějky
- Charisma Carpenter – Kira, věštkyně ze seriálu Čarodějky
- Alyssa Milano – Phoebe Halliwell, čarodějka s viděními do budoucnosti ze seriálu Čarodějky